# رابطة الجامعات البحثية المكثفة الأوروبية
رابطة الجامعات البحثية المكثفة الأوروبية (بالإنجليزية: Guild of European Research-Intensive Universities)‏ هي رابطة جامعية تأسست عام 2016. تضم حاليًا إحدى وعشرين جامعة من أكثر الجامعات الأوروبية تميزًا في مجال البحث العلمي في ستة عشر دولة، وهي مكرسة لتعزيز صوت المؤسسات الأكاديمية والباحثين والطلاب.
يتمثل أحد أهداف اللاابطة في تعزيز المواقف المشتركة في التعليم العالي والبحث، وخاصة تجاه المؤسسات المرموقة. 

## الأعضاء
في عام 2021، تتكون المجموعة من الجامعات التالية:
- النمسا: جامعة فيينا
- بلجيكا: جامعة غنت، جامعة لوفان
- الدنمارك: جامعة آرهوس
- إستونيا: جامعة تارتو
- فرنسا: جامعة باريس
- ألمانيا: جامعة توبنغن، جامعة غوتينغن
- إيطاليا: جامعة بولونيا
- النرويج: جامعة أوسلو
- هولندا: جامعة خرونينغن، جامعة رادبود نايميخن
- بولندا: جامعة ياغيلونيا
- رومانيا: جامعة بابيش-بولياي
- سلوفينيا: جامعة ليوبليانا
- إسبانيا: جامعة بومبيو فابرا
- السويد: جامعة أوبسالا
- سويسرا: جامعة برن
- المملكة المتحدة: جامعة غلاسكو، كلية كينجز لندن، جامعة ووريك